# جون جي. جاكسون
جون جي. جاكسون (بالإنجليزية: John G. Jackson)‏ هو مؤرخ أمريكي، ولد في 1 أبريل 1907 في أيكن في الولايات المتحدة، وتوفي في 13 أكتوبر 1993.